# Свитанок (Одесская область)
Свитанок (укр. Світанок; до 2024 года — Андреево-Иваново) — село, относится к Раздельнянскому району Одесской области Украины.
Население по переписи 2001 года составляло 192 человека. В 2018 году в селе проживало 184 человека. Почтовый индекс — 67460. Телефонный код — 4853. Занимает площадь 0,469 км². Код КОАТУУ — 5123983002.

## Местный совет
67460, Одесская обл., Раздельнянский р-н, с. Благодатное.

## История
В 1945 г. Указом ПВС УССР хутор Штерн переименован в Андреево-Иванов.